# Ernest Brown (Politiker)

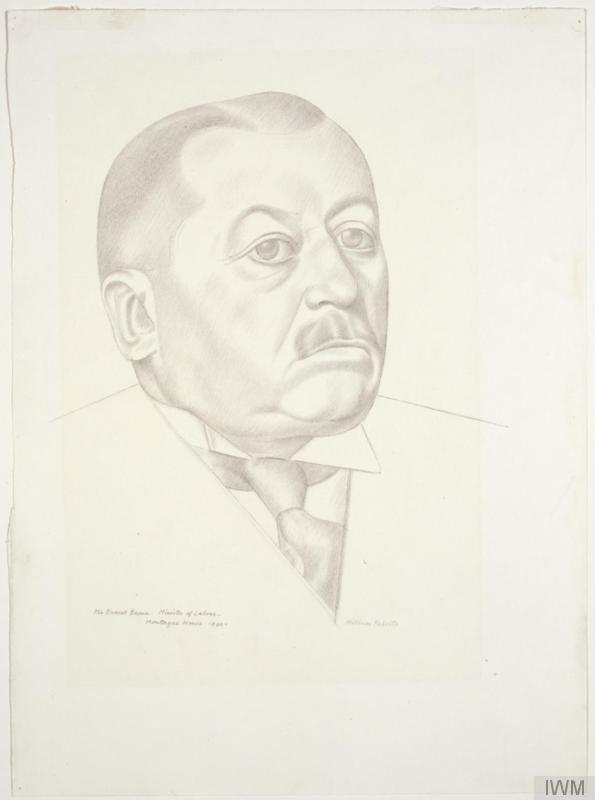
Ernest Brown, 1940

Alfred Ernest Brown, CH, PC (* 27. August 1881; † 16. Februar 1962) war ein britischer Politiker der Liberal Party sowie der National Liberal Party, der zwischen 1923 und 1924 und erneut von 1927 bis 1945 Mitglied des Unterhauses (House of Commons) sowie von 1935 bis 1945 Minister verschiedener Ressorts war.

## Leben
Brown wurde als Kandidat der Liberal Party bei der Wahl vom 6. Dezember 1923 erstmals zum Mitglied des Unterhauses (House of Commons) gewählt und vertrat in diesem bis zum 29. Oktober 1927 den Wahlkreis Rugby. Bei einer Nachwahl (By-election) wurde er am 23. März 1927 wieder zum Mitglied des Unterhauses gewählt, in dem er nunmehr bis zum 5. Juli 1945 den Wahlkreis Leith vertrat. In der ersten Nationalregierung von Premierminister Ramsay MacDonald übernahm er am 10. November 1931 sein erstes Regierungsamt und fungierte bis zum 30. September 1932 als Parlamentarischer Staatssekretär im Gesundheitsministerium (Parliamentary Secretary to the Ministry of Health). Im Anschluss war er nach einer Regierungsumbildung vom 30. September 1932 bis zum 7. Juni 1935 Staatssekretär für Bergbau (Secretary for Mines) im Handelsministerium (Board of Trade). Im Anschluss war er in der zweiten Nationalregierung von Premierminister Stanley Baldwin, in der dritten Nationalregierung sowie in der Kriegsregierung von Premierminister Neville Chamberlain zwischen dem 7. Juni 1935 und dem 10. Mai 1940 Arbeitsminister (Minister of Labour). Als solcher wurde er am 7. Juni 1935 auch Mitglied des Geheimen Kronrates (Privy Council) und fungierte in der Kriegsregierung Chamberlain vom 3. September 1939 bis zum 10. Mai 1940 zugleich auch als Minister für den nationalen Dienst (Minister of National Service).
Als Nachfolger von John Simon wurde Brown 1940 Vorsitzender der National Liberal Party und übte diese Funktion bis 1940 auf, woraufhin James Henderson-Stewart seine Nachfolge antrat. In der Kriegsregierung von Premierminister Winston Churchill übernahm er am 10. Mai 1940 das Amt des Ministers für Schottland (Secretary of State for Scotland), das er bis zum 8. Februar 1941 innehatte. Nach einer Regierungsumbildung fungierte er zwischen dem 8. Februar 1941 und dem 11. November 1943 als Gesundheitsminister (Minister of Health) sowie nach einer weiteren Umbildung des Kabinetts vom 11. November 1943 bis zum 25. Mai 1945 als Kanzler des Herzogtums Lancaster (Chancellor of the Duchy of Lancaster). Zuletzt bekleidete er in der Übergangsregierung Churchill zwischen dem 25. Mai und dem 5. Juli 1945 das Amt des Ministers für Flugzeugproduktion (Minister of Aircraft Production). Am 17. August 1945 wurde er des Weiteren Träger des Order of the Companions of Honour (CH).